# Richard Herr
Richard Herr (* 7. April 1922 in Guanajuato; † 29. Mai 2022) war ein US-amerikanischer Historiker.

## Leben
Er erwarb den AB 1943 an der Harvard University, den Doctor of Philosophy 1954 an der University of Chicago und 2001 die Ehrendoktorwürde an der Universidad de Alcalá. Er lehrte als Instructor an der Yale University 1952–1957; als Assistant Professor an der Yale University 1957–1959; als Associate Professor an der University of California, Berkeley 1960–1963 und als Professor für Geschichte an der University of California, Berkeley 1963–1991.
1990 wurde Herr in die American Academy of Arts and Sciences gewählt.

## Schriften (Auswahl)
- The Eighteenth-Century Revolution in Spain. Princeton 1958.
- Tocqueville and the Old Regime. Princeton 1962.
- Rural change and royal finances in Spain at the end of the old regime. Berkeley 1989, ISBN 0-520-05948-4.